# 10241 Miličević
10241 Miličević è un asteroide della fascia principale. Scoperto nel 1999, presenta un'orbita caratterizzata da un semiasse maggiore pari a 3,0479735 UA e da un'eccentricità di 0,1566948, inclinata di 1,60366° rispetto all'eclittica.